# Karl Huber (Politiker, 1904)
Karl Huber (* 23. Juni 1904 in Frankenthal/Pfalz; † 9. Juni 1965 in Kaiserslautern) war ein deutscher Politiker und Gewerkschafter, der als Widerstandskämpfer gegen den Nationalsozialismus von 1935 bis 1945 eingesperrt war, davon die letzten acht Jahre in verschiedenen Konzentrationslagern. In Rheinland-Pfalz war er nach dem Zweiten Weltkrieg der erste Landessekretär der Vereinigung der Verfolgten des Naziregimes (VVN). Er starb an den Spätfolgen seiner KZ-Haft.

## Schule und Beruf
Huber besuchte die Volksschule in Frankenthal. Von 1919 bis 1923 lernte er bei der Frankenthaler Druckmaschinenfirma Albert & Co., heute Konzernteil von Koenig & Bauer, den Beruf des Maschinenschlossers. Von 1924 bis 1926 arbeitete er als Schlosser beim Städtischen Krankenhaus in Frankenthal, von 1927 bis 1928 beim Frankenthaler Pumpenhersteller Klein, Schanzlin & Becker, heute KSB. Von 1928 bis 1933 war er bei den Städtischen Gaswerken in Berlin beschäftigt. Wegen seiner politischen Einstellung und Betätigung wurde er nach der Machtergreifung der Nationalsozialisten im Januar 1933 entlassen und kehrte nach Frankenthal zurück. Dort vermittelte ihn das Arbeitsamt aus politischen Gründen nicht mehr in ein Arbeitsverhältnis.

## Politisches und gewerkschaftliches Engagement

### Zwischen Erstem Weltkrieg und Machtergreifung
Im Jahr 1919 wurde Huber Mitglied der Sozialistischen Arbeiter-Jugend (SAJ) in Frankenthal. 1924 erfolgte sein Eintritt in die SPD, Ortsverein Frankenthal. Seit 1931 war er Mitglied des Reichsbanners Schwarz-Rot-Gold in Berlin. Huber hatte verschiedene ehrenamtliche Funktionen inne, so war er Vorsitzender der SAJ in Frankenthal und Parteireferent der SPD sowie Bezirksführer des Reichsbanners in Berlin.
Huber trat am 1. Mai 1920 dem Deutschen Metallarbeiter-Verband (DMV) und dem Allgemeinen Deutschen Gewerkschaftsbund (ADGB) in Frankenthal bei. Er fungierte ehrenamtlich als Schulungsreferent des ADGB in Frankenthal.
Huber besuchte 1926 den IX. Männerkurs der Gewerkschaftlichen an der Heimvolkshochschule Tinz (Gera/Thüringen).

### Zeit des Nationalsozialismus
Während der gesamten Zeit des Nationalsozialismus war Huber im Widerstand tätig und deswegen Verfolgungsmaßnahmen der Machthaber ausgesetzt. Bereits im März 1933 wurde er von der Frankenthaler SS für einige Tage in Gewahrsam genommen und nach einer „strengen Verwarnung“, sich nicht mehr politisch oder gewerkschaftlich zu betätigen, freigelassen. Trotzdem schloss er sich im Sommer 1933 der illegalen Kommunistischen Partei Deutschlands (KPD), Bezirk Baden-Pfalz, an. Zusammen mit einigen ehemaligen Frankenthaler Mitgliedern von SPD und KPD gründete er im Jahr 1934 einen losen politischen Zirkel. Der Gruppe gehörten neben Huber die sozialdemokratischen Brüder Walter und Rudolf Weynen sowie die Kommunisten Ludwig Westermann, Eugen Stroh und Georg Reffert an. Lose Kontakte bestanden zu dem ehemaligen SPD- und KPD-Reichstagsabgeordneten Gerhard Jacobshagen aus Ludwigshafen sowie zu emigrierten Sozialdemokraten und Kommunisten im Saargebiet.
Die Gruppe traf sich häufig in der Wohnung oder im Kiosk von Reffert am Frankenthaler Bahnhof und diskutierte über die aktuelle politische Lage. Zeugen sagten später aus, Huber habe sich in den Diskussionen entschieden für eine Einheitsfront von Sozialdemokraten und Kommunisten gegen den Nationalsozialismus und die Gründung einer neuen Arbeiterpartei eingesetzt, da sowohl KPD als auch SPD und SAP bei der Machtergreifung der Nationalsozialisten versagt hätten.
Die Gruppe verteilte im Juli 1934 im Frankenthaler Stadtgebiet mehrmals illegale Flugblätter über den Röhm-Putsch und den Reichstagsbrand. Ein SA-Mann aus Frankenthal, dem Huber in Verkennung von dessen politischer Einstellung ein Flugblatt übergeben hatte, zeigte ihn an; dies führte zu mehrmonatiger Überwachung Hubers durch die Kriminalpolizei Frankenthal. Am 9. März 1935 wurden schließlich er und Georg Reffert durch Beamte der Kriminalpolizei Frankenthal und der Gestapodienststelle Ludwigshafen am Rhein verhaftet und im Amtsgerichtsgefängnis Frankenthal eingesperrt. Huber wurde vor dem Sondergericht Frankenthal wegen Verstoßes gegen das sogenannte Heimtückegesetz angeklagt und zu vier Monaten Gefängnis verurteilt, wobei die zwei Monate Untersuchungshaft nicht angerechnet wurden. Der Rest der Gruppe wurde erst im Dezember 1935 enttarnt und verhaftet.
Im Mai 1936 wurden die Haftbefehle gegen die übrigen Mitglieder der Gruppe wieder aufgehoben, da die Beweise für eine Anklage wegen Hochverrats nicht ausreichten. Huber blieb in Haft und wurde im gleichen Monat vom Amtsgerichtsgefängnis Frankenthal ins Gefängnis München-Stadelheim überstellt. Am 21. Juli 1936 verurteilte ihn das Oberlandesgericht München wegen angeblicher „Vorbereitung eines hochverräterischen Unternehmens“ zu einem Jahr und fünf Monaten Gefängnis.
Noch vor Beendigung dieser Haftstrafe erhielt Huber durch die Gestapostelle Ludwigshafen einen sogenannten Schutzhaftbefehl. Am 6. Februar 1937 wurde er als „politischer Schutzhäftling“ in das KZ Dachau bei München eingeliefert und erhielt dort die Häftlingsnummer 11.412. Am 27. September 1939 wurde er in das KZ Mauthausen bei Linz (Oberösterreich) verlegt. Von dort erfolgte am 9. November 1942 die Überführung in das KZ Buchenwald bei Weimar, wo er unter der Häftlingsnummer 3850 registriert wurde. Er schloss sich dem illegalen kommunistischen Lagerwiderstand an. Er war Kapo der Bauleitung. Aus dem KZ sind Briefe an die Verwandtschaft in Frankenthal erhalten. Inhaftiert blieb er bis zur Befreiung des Lagers am 11. April 1945 durch die US-Armee.

### Nach dem Zweiten Weltkrieg
Sogleich nach der Befreiung, aber noch vom KZ-Gelände aus arbeitete Huber in der Leitung des KPD-Bezirks Baden-Pfalz mit und unterstützte das dortige Volksfront-Komitee. Ende Mai 1945 kehrte er nach Frankenthal zurück. Als Mitglied des Frankenthaler Bürgerrats vertrat er von Juni bis Dezember 1945 die Interessen und Anliegen der Arbeitnehmer und gestaltete den Wiederaufbau der Stadt mit.
Ende 1945 wurde Huber Mitglied der pfälzischen Bezirksleitung der KPD. Von 1946 bis 1948 fungierte er als Vorsitzender der Ortsgruppe der KPD Frankenthal, im gleichen Zeitraum war er Mitglied des Frankenthaler Stadtrats. 1946 war er zudem Mitglied der Zentralen Säuberungskommission beim Oberregierungspräsidium Hessen-Pfalz in Neustadt an der Weinstraße und 1947 Öffentlicher Ankläger bei der Spruchkammer in Landau.
Nach der Gründung der VVN Rheinland-Pfalz wurde Huber 1947 zu ihrem ersten Landessekretär gewählt. 1948 wurde er Leiter der Betreuungsstelle für die Opfer des Faschismus bei der Bezirksregierung in Neustadt.
Seit dem 9. September 2021 erinnert in der Sterngasse 2 in Frankenthal ein Stolperstein an Huber.